# Sen koszmarny
Sen koszmarny – drugi album studyjny polskiego rapera HST. Wydawnictwo ukazało się 13 maja 2014 roku nakładem wytwórni muzycznej My Music. Produkcji nagrań podjęli się: Fleczer, Młody MD, DJ Tort, Chmurok, The Returners, Rocket Beats oraz Pereł. Z kolei wśród gości na płycie znaleźli się Joka, Chory Szpital i Abradab. Album zmiksowała i zmasterował Puzzel.
Album dotarł do 46. miejsca zestawienia OLiS. 

## Lista utworów
Opracowano na podstawie materiału źródłowego.
1. „Intro” (produkcja: Fleczer) – 0:44
2. „Zemsta jest słodka” (produkcja: Fleczer) – 3:44
3. „Przegląd” (produkcja: Fleczer, Młody MD, gościnnie: Joka) – 3:54
4. „Dzień pierwszy” (produkcja: Fleczer) – 3:40
5. „Biegnę przed siebie” (produkcja: DJ Tort) – 3:46
6. „Mój kumpel diabeł” (produkcja: Chmurok) – 3:39
7. „Żyje się raz” (produkcja: The Returners) – 2:49
8. „Jak minęło krótkie życie” (produkcja: Fleczer) – 1:42
9. „Jestem sam” (produkcja: Fleczer) – 4:03
10. „Obiecam dziś” (produkcja: Fleczer) – 2:54
11. „Brak nauki z lekcji” (produkcja: Fleczer) – 3:46
12. „Hardcore4Life” (produkcja: Fleczer, gościnnie: Chory Szpital) – 3:22
13. „Brat co za Bit” (produkcja: Fleczer) – 2:57
14. „Przyjaźń” (produkcja: Rocket Beats, gościnnie: Abradab) – 3:52
15. „Gnój” (produkcja: Fleczer, Pereł) – 3:20
16. „Notatka samobójcy” (produkcja: Fleczer) – 4:22
17. „Outro” (produkcja: Fleczer) – 1:27